# Alice in Borderland (série de televisão)
Alice in Borderland (今際の国のアリス, Imawa no Kuni no Arisu) é uma série de televisão japonesa de ficção, drama e suspense, baseada no mangá de mesmo nome de Haro Aso. Dirigido por Shinsuke Sato, a série é estrelada por Kento Yamazaki e Tao Tsuchiya como aliados presos em uma Tóquio inabitada, onde são forçados a participar de jogos perigosos, cujo tipo e dificuldade são determinados pelo jogo de cartas. Depois de sobreviver ao primeiro jogo, os jogadores recebem "vistos", que se estendem quanto mais participam; se os vistos expiram, os indivíduos são executados por lasers vermelhos disparados do céu.
Anunciado em julho de 2019, cada episódio da série foi escrito por Sato, Yoshiki Watabe e Yasuko Kuramitsu. As filmagens começaram em agosto e terminaram no mesmo ano em dezembro e as localidades incluiram vários distritos de Shibuya e um estúdio de tela verde servindo como uma réplica do popular Shibuya Crossing, onde uma grande parte da série acontece. Em uma colaboração internacional, a Digital Frontier do Japão trabalhou com equipes de Cingapura, Estados Unidos e Índia para adicionar efeitos visuais pós-crédito, com a música apresentada na série sendo composta por Yutaka Yamada, um colaborador frequente de Sato.
Alice in Borderland estreou na Netflix em 10 de dezembro de 2020, onde foi recebida com críticas positivas de espectadores e críticos profissionais por seu visual, cinematografia, edição e uso de violência gráfica, com alguns comparando a série aos filmes Battle Royale (2000) e Cubo (1997). A boa recepção e alta audiência a primeira temporada em muitos países resultaram na renovação da série pela Netflix duas semanas após sua estreia; a segunda temporada foi lançada em 22 de dezembro de 2022. Em 27 de setembro de 2023, foi renovada para uma terceira temporada.

## Elenco e personagens

### Principais
- Kento Yamazaki como Ryōhei Arisu 
 Um homem de 24 anos obcecado por videogames que "não se encaixa em sua família".[4][5]
- Tao Tsuchiya como Yuzuha Usagi 
 Uma alpinista que foi transportada para a cidade inabitada de Tóquio logo após a morte de seu pai, a quem ela respeitava profundamente. Usagi se junta a Arisu logo após a morte de seus amigos.

### Coadjuvantes
- Yūki Morinaga como Chōta Segawa 
 Um técnico em informática religioso amigo de Arisu e Karube. Chōta queima gravemente a perna ao participar de um jogo intitulado "Dead or Alive" e, como resultado, retarda seus amigos durante sua recuperação. No início da série, a mãe de Chōta, um membro do culto, pode ser vista pedindo dinheiro a ele.[4][5][6]
- Keita Machida como Daikichi Karube 
 Um barman e amigo de Arisu e Chōta. Antes de ser transportado para a cidade vazia, Karube se preparava para propor em casamento a mulher com quem trabalhava em um bar, que por acaso era a esposa de seu chefe.[4]
- Nijirō Murakami como Shuntarō Chishiya: Um jogador misterioso, quieto e astuto que se junta a Kuina para roubar o baralho de cartas do Chapeleiro, o líder e fundador da "Praia", acreditando que um baralho cheio os transportaria para fora da cidade vazia. Mais tarde, ele se interessa por Arisu e Usagi depois de ajudá-los a escapar de um jogo de "Tag".[7][5]
- Sho Aoyagi como Aguni Morizono 
 Um forte lutador e melhor amigo do Chapeleiro, Aguni é apresentado pela primeira vez como um membro importante da "Praia". Perto do final da série, Aguni mata Chapeleiro à força, depois de vê-lo se transformar em um líder narcisista e assassino.
- Ayaka Miyoshi como Ann Rizuna 
 Uma membra da "Praia" que tenta vencer jogos difíceis por meio do pensamento racional. Ann é uma das principais jogadoras do jogo final da primeira temporada.[4]
- Dori Sakurada como Suguru Niragi 
 Um jovem perigoso membro da "Praia". Descrito como "agressivo devido ao seu passado complicado", Niragi parte em uma onda de matança perto do final da primeira temporada.[4][5]
- Aya Asahina como Hikari Kuina 
 Uma amiga próxima de Chishiya, a quem ela ajuda a roubar o baralho de cartas do Chapeleiro. Ex-balconista de uma loja de roupas, Kuina é revelada como transgênero em um flashback no episódio 7, no qual ela foi rejeitada por seu pai.[5][4]
- Shuntarō Yanagi como Takatora Samura / The Last Boss: Homem estranho, perigoso e membro da "Praia", o Last Boss tem o rosto coberto de tatuagens e carrega diariamente uma katana. Durante o jogo final, ele é derrotado em uma luta por Kuina.[4][5]
- Nobuaki Kaneko como Takeru Danma / Chapeleiro: O líder e fundador da “Praia”, um hotel paradisíaco que habita dezenas de jogadores. Seu principal objetivo é coletar todas as cartas dadas aos jogadores para escapar da Tóquio abandonada.[4]
- Riisa Naka como Mira Kano 
 Uma mulher misteriosa com uma "presença elegante" que mais tarde se revela ser a mestra dos jogos.[4][5][6]
- Ayame Misaki como Saori Shibuki 
 A primeira pessoa que Arisu e seus amigos encontram enquanto estão na cidade deserta.[4]
- Yutaro Watanabe como Kōdai Tatta 
 Um jovem que é salvo por Arisu durante uma partida e depois passa a integrar a “Praia”.[4]
- Mizuki Yoshida como Asahi Kujō 
 Membro da "Praia" e melhor amiga de Momoka, Asahi é morta pelos "mestres do jogo" após se revelar uma "dealer", uma jogadora que organiza os jogos para estender seus vistos.[4]
- Kina Yazaki como Momoka Inoue 
 Membra da "Praia" e melhor amiga de Asahi, Momoka se mata no final da primeira temporada após não querer mais ser uma "dealer".[8]
- Tsuyoshi Abe como Keiichi Kuzuryū 
 Um membro executivo da "Praia".[4]

## Produção

### Desenvolvimento
Em 16 de julho de 2019, a Netflix anunciou que estava criando uma adaptação live-action do mangá Alice in Borderland, com Yoshiki Watabe, Yasuko Kuramitsu e Shinsuke Sato escrevendo os roteiros de cada episódio e Sato como diretor, na tentativa de fazer o show parecer "um filme muito, muito longo". Poucos meses depois, em 4 de agosto, Kento Yamazaki e Tao Tsuchiya foram escalados como os personagens principais da série, aparecendo como Ryōhei Arisu e Yuzuha Usagi, respectivamente.

### Filmagem
As filmagens da série começaram em agosto de 2019, quando Yamazaki foi visto durante as filmagens em Dōgenzaka, um distrito de Shibuya, em 8 de agosto. No dia seguinte, membros da equipe foram localizados perto de uma loja em Fukutomi-cho, localizada na cidade de Yokohama. De 17 a 20 de setembro, Yamazaki e Tsuchiya foram vistos filmando em um complexo de apartamentos em frente à Estação Kita-Suzurandai, na Linha Shintetsu Arima, na cidade de Kobe. De acordo com a produtora Robot Communications, o roteiro do programa foi revisado para "combinar com o layout do prédio". Uma cena do episódio de estreia com o personagem de Yamazaki, Arisu, encontrando seus amigos Chōta e Karube perto do movimentado Shibuya Crossing de Tóquio, foi originalmente filmada dentro de um Starbucks. No entanto, devido à complexidade de um cenário coberto de vidro, a cena aconteceu em frente a uma placa do lado de fora da Estação de Shibuya. Além disso, uma cena ocorrendo dentro da estação, na qual os personagens principais entram em um banheiro e emergem em uma Tóquio vazia, foi filmada em uma tomada contínua de quatro minutos. Extras foram recrutados para a série de 9 de agosto a 11 de dezembro, em várias cidades. O criador do mangá original no qual a série é baseada, Haro Aso, também possuia permissão para visitar várias das gravações. As filmagens ocorreram em várias cidades e foram concluídas em dezembro de 2019.

### Efeitos visuais
Durante as filmagens, as cenas com foco na cidade vazia de Tóquio foram filmadas principalmente com efeitos especiais e uso extensivo de telas verdes, com Sato explicando que, com a ajuda de seu assistente de direção, ele correria para o meio do cruzamento de Shibuya Crossing com um pequena câmera "para descobrir quais peças realmente construir e quais gerar por computação gráfica." Usando o Ashikaga Scramble City Studio, um grande cenário a 100 quilômetros de Tóquio construído para a série e o filme Detetive Chinatown 3 (que foi filmado durante o mesmo período), cenas com o Shibuya Crossing foram filmadas usando principalmente telas verdes, com "tudo menos a estrada e a bilheteria na entrada leste produzido com computação gráfica". Para manter as cenas "autênticas", o diretor de efeitos visuais Atsushi Doi recriou as sombras do edifício Tokyu onde elas normalmente recairiam. Uma cena no episódio 4, que mostrava uma passagem subterrânea inundada de água, foi criada com a ajuda de pré-visualizações, o que permitiu à equipe do programa "experimentar diferentes elementos antes da filmagem real". A pantera que aparece no mesmo episódio foi criada usando efeitos visuais desenvolvidos após a equipe de produção visitar vários zoológicos. Além disso, o vencedor do Óscar Erik-Jan de Boer supervisionou a produção do tigre apresentado no episódio 5, que foi criado pela Anibrain, um estúdio de animação na Índia. Os efeitos visuais pós-crédito foram adicionados com a ajuda da Digital Frontier do Japão, que trabalhou ao lado de equipes de Cingapura, Estados Unidos e Índia em uma colaboração internacional.

## Trilha sonora
A trilha sonora de Alice in Borderland foi composta inteiramente por Yutaka Yamada, que já havia trabalhado com Sato em Bleach (2018) e Kingdom (2019). Produzida por Kohei Chida, a música foi interpretada pela FILMharmonic Orchestra de Praga. A música "Good Times", de Jan Erik Nilsson, também foi apresentada várias vezes ao longo da série.
Faixas
| Disco 1        |                       |         |  |
| N.º            | Título                | Duração |  |
| 1.             | "Alice in Borderland" | 11:15   |  |
| 2.             | "Doldrums"            | 5:37    |  |
| 3.             | "Mirror Maze"         | 6:01    |  |
| 4.             | "Obstruction"         | 4:11    |  |
| 5.             | "Peripherals"         | 2:57    |  |
| 6.             | "Rainfall"            | 5:46    |  |
| 7.             | "Beyond The Mist"     | 5:19    |  |
| 8.             | "Soulbound"           | 4:46    |  |
| 9.             | "Gargoyles"           | 10:21   |  |
| 10.            | "Nerve"               | 7:18    |  |
| 11.            | "Retrospect"          | 4:40    |  |
| 12.            | "The Looking Glass"   | 5:56    |  |
| 13.            | "Ashes"               | 1:31    |  |
| Duração total: | Duração total:        | 75:38   |  |

| Disco 2        |                                                  |         |  |
| N.º            | Título                                           | Duração |  |
| 1.             | "Portal"                                         | 4:31    |  |
| 2.             | "Iron Fist"                                      | 4:07    |  |
| 3.             | "Paranoia"                                       | 4:16    |  |
| 4.             | "Unhearted"                                      | 6:44    |  |
| 5.             | "Sun Rays"                                       | 1:57    |  |
| 6.             | "Accidents of Chaos"                             | 5:50    |  |
| 7.             | "The Abyss"                                      | 10:57   |  |
| 8.             | "Armour"                                         | 5:12    |  |
| 9.             | "Hidden Card"                                    | 3:29    |  |
| 10.            | "Eternity of Reality"                            | 4:25    |  |
| 11.            | "Delirium"                                       | 3:43    |  |
| 12.            | "Ace of Spades"                                  | 2:50    |  |
| 13.            | "Lune"                                           | 2:58    |  |
| 14.            | "Film of Time (Alt. Ver.)"                       | 5:29    |  |
| 15.            | "Gamemaster"                                     | 1:38    |  |
| 16.            | "Good Times [Jan Erik Nilsson (a.k.a Eartraxx)]" | 5:03    |  |
| Duração total: | Duração total:                                   | 73:09   |  |

| Disco 3        |                 |         |  |
| N.º            | Título          | Duração |  |
| 1.             | "Hype"          | 1:21    |  |
| 2.             | "Vantage Point" | 3:03    |  |
| 3.             | "Trickster"     | 1:46    |  |
| 4.             | "Frenzy"        | 1:38    |  |
| 5.             | "Your Smile"    | 2:25    |  |
| 6.             | "Uncharted"     | 8:48    |  |
| 7.             | "No Exit"       | 6:33    |  |
| 8.             | "Moonbow"       | 4:03    |  |
| 9.             | "Film of Time"  | 2:51    |  |
| Duração total: | Duração total:  | 32:28   |  |

## Marketing e lançamento
Em 18 de setembro de 2020, a Netflix lançou um vídeo teaser revelando que Alice in Borderland faria sua estreia em 190 países na plataforma em 10 de dezembro. Em 24 de outubro de 2020, seis imagens de demonstração foram apresentadas para promover a série. Quatro dias depois, um trailer oficial foi lançado, junto com um pôster e uma lista do elenco principal. De acordo com vários críticos, a primeira temporada de Alice in Borderland cobriu 31 capítulos do mangá original, deixando os outros 33 intocados. A primeira temporada foi lançada no dia previsto e nas primeiras semanas, a série "classificou-se entre os dez programas mais assistidos" na plataforma em quase 40 territórios, incluindo Malásia, Hong Kong, Filipinas, Cingapura, Taiwan, Tailândia e Vietnã. No Canadá, o show conseguiu chegar ao 7º lugar na lista dos dez primeiros. No geral, a série se saiu melhor em países localizados na Ásia e na Europa, em vez de em países localizados na América do Norte. Em 24 de dezembro de 2020, a Netflix renovou a série para uma segunda temporada, duas semanas após o lançamento da primeira.
Em 7 de outubro de 2020, Haro Aso, o criador do mangá original no qual a série se baseia, anunciou planos para "celebrar" e promover a série da Netflix ao apresentar um novo mangá intitulado Alice in Borderland Retry no Weekly Shōnen Sunday. Lançado em 14 de outubro, o primeiro volume do mangá foi lançado em 11 de dezembro, um dia após a estreia de Alice in Borderland. Em janeiro de 2021, Aso anunciou que o oitavo número do segundo volume, lançado posteriormente em 18 de fevereiro, seria o último.

## Recepção

### Recepção do público
Em 19 de janeiro de 2021, um mês após o lançamento da primeira temporada de Alice in Borderland, a Variety revelou que a série foi vista por "18 milhões de famílias", atrás da audiência obtida por Sweet Home com 22 milhões.

### Recepção crítica
Após seu lançamento, Alice in Borderland recebeu principalmente críticas positivas dos críticos, que aplaudiram os visuais, cinematografia, edição, as performances de Kento Yamazaki e Tao Tsuchiya, e seu uso de violência gráfica, mas deixaram opiniões contraditórias sobre o avanço sem foco especial no desenvolvimento de personagem e a história em geral, principalmente na segunda metade. No agregador de resenhas Rotten Tomatoes, a primeira temporada de Alice in Borderland possui um índice de aprovação de 83% com base em 6 resenhas, com uma classificação média de 7/10.
Do The Japan Times, James Hadfield deu à série uma classificação de duas estrelas e meia de cinco, elogiando a direção de Shinsuke Sato, mas criticando os personagens, afirmando que "poucos do elenco deixam muita impressão, embora Tsuchiya contribua como uma heroína de ação eficaz e Nijirô Murakami se divirta como um solitário sorridente." Escrevendo para Ready Steady Cut, Jonathon Wilson deu ao programa uma classificação de quatro estrelas de cinco, elogiando a série por pular "a exposição e construção cuidadosa da história" e "ir direto ao ponto". Wilson também comparou a série positivamente ao filme japonês Battle Royale e ao filme de terror americano Saw. A jornalista da Ars Technica, Jennifer Ouellette, chamou o programa de "emocionalmente intenso" e comparou os jogos do programa aos encontrados nos livros Ready Player One, Lord of the Flies e no filme de 1997 Cubo. Melanie McFarland, do Salon, comparou a série à minissérie da CBS All Access The Stand, afirmando que Alice in Borderland "lida com a mecânica de apresentar seus personagens de forma mais eficaz e não confunde o público ao se apoiar fortemente em flashbacks [... ] mas, ao contrário de "The Stand", os perfis "antes" não são extensos a ponto de arrastar o progresso da história." Do Yahoo! Notícias, Lim Yian Lu elogiou muito a série por seu "enredo de suspense", afirmando que "irá mantê-lo entretido e ansioso por mais, apesar de suas cenas horríveis e sangrentas." Escrevendo para a Anime News Network, Theron Martin deu a Alice in Borderland uma classificação geral de C+, dando um feedback misto à produção, pontuação, enredo geral e atuação do programa, todavia afirmando que dá uma "quantidade modesta de entretenimento" em seu tempo de apresentação. Depois de assistir ao primeiro episódio da série, e elogiá-lo por seu tom, trilha sonora e sua capacidade de "mudar de marcha tão rápido", a equipe da Decider recomendou aos espectadores que assistissem a série.

## Prêmios e nomeações
| Ano  | Prêmio                        | Categoria                                                             | Nomeado(s)          | Resultado | Ref.   |
| ---- | ----------------------------- | --------------------------------------------------------------------- | ------------------- | --------- | ------ |
| 2021 | 3rd Asia Contents Awards      | Mais Criativo                                                         | Alice in Borderland | Indicado  | [ 38 ] |
| 2021 | 3rd Asia Contents Awards      | Criativo além da fronteira                                            | Alice in Borderland | Venceu    | [ 38 ] |
| 2021 | 3rd Asia Contents Awards      | Melhor OTT original                                                   | Alice in Borderland | Indicado  | [ 38 ] |
| 2021 | 3rd Asia Contents Awards      | Realização Técnica                                                    | Alice in Borderland | Indicado  | [ 38 ] |
| 2021 | 3rd Asia Contents Awards      | Melhor Atriz                                                          | Tao Tsuchiya        | Indicado  | [ 38 ] |
| 2021 | Asian Academy Creative Awards | Melhor cinematografia                                                 | Taro Kawazu         | Venceu    | [ 39 ] |
| 2021 | Asian Academy Creative Awards | Melhor efeito VFX visual ou especial em série de TV ou longa-metragem | Alice in Borderland | Venceu    | [ 39 ] |
| 2021 | Asian Academy Creative Awards | Melhor Direção (ficção)                                               | Shinsuke Sato       | Venceu    | [ 39 ] |